# Richard Müller (Gewerkschafter)

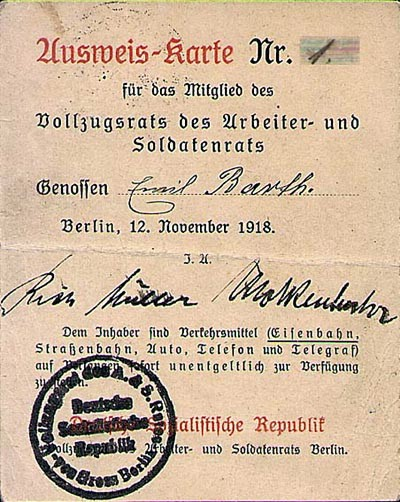
Vollzugsratsausweis Nr. 1 von Emil Barth, unterschrieben durch Richard Müller und Brutus Molkenbuhr als Vorsitzende des Berliner Vollzugsrates

Richard Müller (* 9. Dezember 1880 in Weira; † 11. Mai 1943 in Berlin) war ein deutscher Gewerkschafter und Politiker. Er arbeitete als Dreher in der Berliner Industrie und wurde zunächst Branchenleiter der Berliner Dreher im Deutschen Metallarbeiter-Verband (der Vorgängergewerkschaft der heutigen IG Metall). Als sich die Gewerkschaft nach Ausbruch des Ersten Weltkrieges durch ihr Einschwenken auf die Burgfriedenspolitik und den damit einhergehenden Streikverzicht selbst entmachtet hatte, wurde er einer der Mitgründer und führender Protagonist der Revolutionären Obleute, die weiterhin Streiks organisierten und eine Revolution vorbereiteten. Im Verlauf der Novemberrevolution spielte Müller dann als Verfechter einer deutschen Räterepublik eine wichtige Rolle. So war er Vorsitzender des Vollzugsrates der Arbeiter- und Soldatenräte Großberlin.

## Leben und Wirken

### Herkunft und Jugend
Müller wurde am 9. Dezember 1880 im Dorf Weira (im heutigen Thüringen) als Sohn eines Gastwirts geboren. Die Eltern betrieben neben der Gaststätte auch Landwirtschaft, um die Familie zu ernähren. Richard war das vierte von zunächst sieben Geschwistern. Kurz vor seinem achten Geburtstag starb seine Mutter Wilhelmina, der Vater Otto heiratete zwei Jahre später erneut, die Stiefmutter Ulrike Müller (geb. Zimmermann) war erst 19 Jahre alt und somit nur sechs bis sieben Jahre älter als Richards älteste Geschwister. Aus der erneuten Ehe kamen zwei weitere Kinder hinzu, so dass die Familie nun zehn Personen umfasste (ein Kind war kurz nach der Geburt gestorben).
1896 starb auch der Vater Otto Müller, so dass Richard Müller zum Vollwaisen wurde. Wenig später geriet der familieneigene Gasthof in den Konkurs, die wirtschaftliche Situation der Familie verschlechterte sich. Richard Müller verließ Weira und trat eine Dreherlehre an.
Nachdem er zunächst einige Zeit in Hannover gelebt und dort eine Familie gegründet hatte, siedelte er nach Berlin über, wo er spätestens seit 1910 im Deutschen Metallarbeiterverband wirkte und erste Artikel zur Kritik des Taylorismus in der Dreherbranche verfasste.

### Weltkrieg und Leiter der Revolutionären Obleute
Müller war seit 1914 ehrenamtlicher Leiter der Dreherbranche im freigewerkschaftlichen Deutschen Metallarbeiterverband und einer der führenden Köpfe des auf dem linken Flügel der Gewerkschaften angesiedelten Metallarbeiterverbandes in Berlin. Bei Beginn des Krieges schwenkte nicht nur die SPD, sondern auch die Führung der Gewerkschaften auf die Burgfriedenspolitik ein, indem sie ankündigte, für die Dauer des Krieges auf Streiks zu verzichten. Das nahm den Arbeitern das Druckmittel, um für ihre Arbeits- und Lebensbedingungen einzutreten. Müller und einige weitere Obleute (betriebliche Vertrauensleute, die eine breite Basis unter den Beschäftigten hatten) organisierten deshalb in der Folge wilde Streiks. Im Verlauf des Krieges radikalisierten sie sich, wurden zu betrieblichen Kriegsgegnern und schlossen sich als Geheimbund der „Revolutionären Obleute“ zusammen. Im Juni 1916 organisierten die Obleute einen eintägigen Generalstreik aus Protest gegen die Verhaftung Karl Liebknechts, an dem sich etwa 55.000 Arbeiter beteiligten. Dieser Streik ging als erster politischer Massenstreik Deutschlands in die Geschichte ein.
Kurz vor einem geplanten 2. Massenstreik im April 1917 wurde Müller verhaftet und zum Militär eingezogen. Von vielen seiner Genossen wurde eine Denunziation der Gewerkschaftsführung vermutet, was die Wut unter den Arbeitern noch steigerte. Am Aprilstreik (auch „Brotstreik“ genannt) beteiligten sich etwa 300.000 Arbeiter und protestierten gegen die unzureichende Lebensmittelversorgung, aber auch gegen die Inhaftierung Müllers. Nach einem Entgegenkommen der Behörden wurde der Streik bereits am zweiten Tag eingestellt. Dieser frühzeitige Abbruch des Streiks auf Betreiben des SPD-Gewerkschaftsführers Adolf Cohen führte dazu, dass Müller erst nach drei Monaten das Militär verlassen konnte.
Im Januarstreik 1918 übernahm Müller den Vorsitz des in Berlin gegründeten Aktionsausschusses, dem auch Friedrich Ebert, Philipp Scheidemann, Otto Braun und andere angehörten. Hier setzte er sich gegen den Willen der linksradikalen Mehrheit für eine Beteiligung der SPD an der Streikleitung ein, um die Streikfront möglichst breit zu halten.
Nach dem gescheiterten Januarstreik setzte eine erneute Repressionswelle mit Massenverhaftungen ein, Müller wurde erneut eingezogen und musste bis zum September Militärdienst leisten. Entlassen wurde er erst, nachdem er für den Berliner Reichstagswahlkreis 1 als Kandidat der USPD aufgestellt worden war. Als Reichstagskandidat war er für den Wahlkampf vom Wehrdienst befreit. Die Wahl selbst fand am 15. Oktober 1918 statt und war eine Nachwahl, bei der das Mandat des verstorbenen Reichstagspräsidenten Johannes Kaempf neu besetzt werden musste. Müller schaffte es in die Stichwahl, konnte jedoch das Mandat nicht erobern.
Während Müllers Abwesenheit führte Emil Barth die Revolutionären Obleute, gleichzeitig stieß der ehemalige Vorwärts-Redakteur Ernst Däumig zur Organisation. Die Obleute orientierten sich nun, ermuntert durch den seit Sommer 1918 immer offensichtlicheren militärischen Zusammenbruch an der Front, auf einen bewaffneten Aufstand hin. Unter der Leitung Barths wurden Waffen gesammelt und Aufstandspläne diskutiert.
Gemeinsam mit Mitgliedern der Spartakusgruppe und weiteren USPD-Linken versammelten sich die Obleute in einem „Arbeiterrat“ und koordinierten ihre Aktionen. Die Führung lag dabei eindeutig bei Müller und den Revolutionären Obleuten, sehr zum Verdruss Liebknechts und der Spartakusgruppe. Liebknecht, am 23. Oktober 1918 aus der Haft entlassen, drängte auf eine schnelle Aktion, während Müller und die Obleute Bewaffnung und Vorbereitung noch für unzureichend hielten. Auch als durch die Matrosenrevolte in Kiel die Novemberrevolution bereits angebrochen war, gaben sie zunächst nicht nach und hielten am verabredeten Aufstandstermin für den 11. November fest. Erst in letzter Minute, am 8. November, wurde für den nächsten Tag das Losschlagen beschlossen.
Obwohl der Aufstand am 9. November in weiten Teilen spontan und unkoordiniert verlief, trugen doch die wochenlangen Vorbereitungen der Obleute einiges zum Gelingen der Aktion bei. Die Taktik, in bewaffneten Demonstrationszügen von den Industriegebieten am Stadtrand ins Zentrum vorzudringen und dort die Regierungsgebäude zu besetzen, ging weitgehend auf. Die Planungen der Obleute gaben dem Revolutionsgeschehen insbesondere in den ersten Stunden eine gewisse Struktur, es kam kaum zu Gegenwehr und die Revolution verlief relativ unblutig.

### Novemberrevolution und Vorsitzender des Vollzugsrates

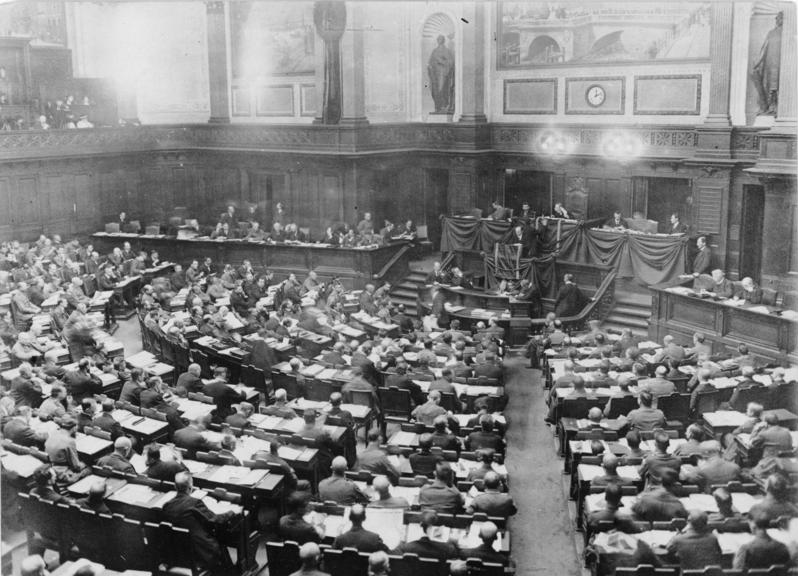
Erster Reichskongress der Arbeiter- und Soldatenräte, Eröffnungsrede von Richard Müller

Als sich unter Friedrich Ebert und Hugo Haase im Zuge der Novemberrevolution am 9. und 10. November 1918 nach dem Sturz der Monarchie der Rat der Volksbeauftragten als neue, aus Vertretern der SPD und USPD paritätisch besetzte provisorische Reichsregierung bildete, lehnte Müller, der wie Haase der USPD angehörte, eine Regierungsbeteiligung gemeinsam mit den Mehrheitssozialisten ab. Barth dagegen wurde von der USPD als Vertreter der Revolutionären Obleute in den Rat der Volksbeauftragten entsandt. Müller war kein Vertreter einer parlamentarischen Regierungsform, er strebte das Rätesystem als Grundlage der neuen Staatsordnung an. So wurde Müller am 10. November zum Vorsitzenden der Arbeiter- und Soldatenräte in Berlin gewählt. Außerdem gehörte er neben anderen MSPD- und USPD-Mitgliedern wie Hermann Müller, Georg Ledebour oder Emil Barth dem aus insgesamt 28 Personen bestehenden Vollzugsrat an. Als dessen Vorsitzender war er einer der Hauptkontrahenten des Rates der Volksbeauftragten. Aus seinem Eintreten für ein direktdemokratisches Rätesystem heraus lehnte er auch das Konzept einer parlamentarischen Nationalversammlung ab. In diesem Zusammenhang hielt er am 19. November 1918 eine Rede bei einer Vollversammlung der Berliner Arbeiterräte, die ihm nachträglich den zeitgenössischen Spottnamen „Leichenmüller“ eintrug:

„Ich habe für die Revolution mein Leben auf das Spiel gesetzt, ich werde es wieder tun. Die Nationalversammlung ist der Weg zur Herrschaft der Bourgeoisie; ist der Weg zum Kampf; der Weg zur Nationalversammlung geht über meine Leiche.“

Im Vorfeld des Reichsrätekongresses hatte ihn die USPD als einen der Vorsitzenden vorgeschlagen, auch wenn er kein Mandat für den Kongress besaß. Letztlich hatte Carl Severing von der MSPD mit Argumenten aus der parlamentarischen Praxis verhindert, dass Müller auf dem Kongress Mitglied des Vorstandes wurde. Dahinter steckte aber auch das Ziel, den Einfluss dieses politischen Gegners möglichst zu begrenzen. Dennoch spielte er als Vorsitzender des Vollzugsausschusses eine nicht unerhebliche Rolle. So stammte vermutlich von ihm die Geschäftsordnung der Versammlung. Außerdem hielt er die Eröffnungsrede. In dieser führte Müller aus, dass es Aufgabe des Kongresses sei, die Fundamente für eine deutsche sozialistische Republik zu legen, die Errungenschaften der Revolution zu sichern, die „von den Arbeitern und Soldaten eroberte politische Macht für alle Zeiten fest [zu] verankern und dem deutschen werktätigen Volke den Weg zur Freiheit, zum Glück und Wohlergehen [zu] zeigen.“ Später gab Müller den Rechenschaftsbericht des Vollzugsrates ab, während Ebert für den Rat der Volksbeauftragten sprach. Auf dem Kongress setzte sich im Wesentlichen die Position Eberts durch. Zwar beanspruchte der Berliner Vollzugsrat auch später noch das Kontrollrecht, er konnte dem Rat der Volksbeauftragten aber nicht dessen führende politische Rolle streitig machen.
Müller war sich mit der Mehrheit des linksrevolutionären Spartakusbundes zwar über das Ziel einer sozialistischen Räterepublik einig. Aber er lehnte für die revolutionären Obleute solange einen Anschluss an die KPD ab, ehe diese nicht ihre Putschistentaktik aufgegeben hätten.

### Rätetheoretiker
Als Vertreter des linken Flügels im Deutschen Metallarbeiterverband gehörte Müller zu den entschiedenen Kritikern einer Zusammenarbeit mit den Arbeitgebern in der so genannten Zentralarbeitsgemeinschaft. Eine Resolution Müllers vom 2. März 1919 warf der Generalkommission der Gewerkschaften Deutschlands Verrat vor.
Am Tag danach begannen die Berliner Märzkämpfe. Unter anderem wurden Differenzen zwischen den beteiligten politischen Gruppen und die Kampf- und Gewaltbereitschaft einiger Gruppen sowie von Freikorps, republikanischen Wehren und von Reichswehrminister Gustav Noske (er schickte starke Verbände der entstehenden Reichswehr nach Berlin) sichtbar.
Im Juni 1919 sprach Müller neben Theodor Leipart auf dem Kongress der freien Gewerkschaften über die zukünftigen Aufgaben der Arbeiterräte. Er entfaltete dabei ein über die Betriebsebene hinausgehendes rätedemokratisches Konzept. Ohne die Gewerkschaften zu erwähnen, entwickelte Müller das Modell einer regional und fachlich durchgegliederten Räteorganisation, an deren Spitze ein Zentralrat und ein Reichswirtschaftsrat stehen sollten. Dieses Konzept wurde jedoch von der Mehrheit des Kongresses mit 407 zu 192 Stimmen abgelehnt, stattdessen setzte sich in der Folge das Betriebsratskonzept durch. Im November 1919 wurde Müller, nachdem sich im DMV der linke Flügel durchgesetzt hatte, Chefredakteur von dessen Wochenblatt Metallarbeiter-Zeitung; nach einem Zerwürfnis mit dem DMV-Vorsitzenden Robert Dißmann musste er im Juni 1920 diese Position aufgeben.
1921 scheiterte Müller mit seinem Antrag, die Betriebsräte zu selbstständigen politischen Kampforganisationen zu machen – in Berlin hatte er mit der Berliner Betriebsrätezentrale bereits ein entsprechendes Modell geschaffen, das auf lokaler Ebene arbeitsfähig war. Jedoch erklärte der erste deutsche Betriebsrätekongress von 1920 die Gewerkschaften zu Trägern der Betriebsräte. Müller versuchte in der Folge wenig erfolgreich, die der USPD nahestehenden Betriebsräte in einer Reichsstelle der Betriebsräte zu sammeln, um mit ihr der gewerkschaftlichen Betriebsrätezentrale des ADGB und des AfA-Bundes Konkurrenz zu machen.

### Übergang zur KPD und innerkommunistische Opposition
Auf dem außerordentlichen Parteitag der USPD in Halle zwischen dem 12. und 17. Oktober 1920 gehörte Müller zu denjenigen um Ernst Däumig, die eine Aufnahme der Partei in die kommunistische Internationale und letztlich den Zusammenschluss mit der KPD zur VKPD befürworteten. Die Mehrheit der Delegierten stimmte diesem Kurs zu. Die Gegner des Beschlusses jedoch verließen den Saal, womit die Partei gespalten war.
Müller war von Oktober bis Dezember 1920 im Zentralkomitee der USPD-Linken aktiv, seit Dezember war er Leiter der Reichsgewerkschaftszentrale der KPD. Im Jahr 1921 zählte Müller zu den parteiinternen Kritikern der Märzaktion um die VKPD-Vorsitzenden Levi und Däumig und entwickelte darüber hinaus eine kritische Haltung zur Politik der Roten Gewerkschafts-Internationale. Wegen seines parteiinternen Widerstandes und seiner Weigerung, in Berlin zu Streiks im Rahmen der Märzaktion aufzurufen, verlor er alle Posten in der KPD und war fortan nur noch einfaches Mitglied. Müller sympathisierte zeitweise mit der KAG, trat dieser jedoch nicht bei.
Laut neueren Forschungen war er noch 1924 Mitglied der KPD, die gegen ihn ein Ausschlussverfahren anstrengte, weil er angeblich aktive Parteiarbeit verweigere. Müller protestierte bei der Komintern in Moskau und verwies auf seine entstehenden Schriften zur historischen Aufarbeitung der niedergeschlagenen Revolution – ein Werk, das von der KPD jedoch als „Privatsache“ betrachtet wurde. Ob das Ausschlussverfahren hier oder später erfolgreich war, bleibt unklar – Ende der 20er Jahre war Müller nicht mehr Parteimitglied.
In den Folgejahren zog Müller sich aus dem politischen Leben zurück und widmete sich seiner neuen Tätigkeit als Publizist und Historiker. In verschiedenen Schriften hatte er schon 1919–1921 seine politischen Ideen einer Räterepublik niedergelegt. Nach dem Ende seiner aktiven politischen Laufbahn schrieb er seine dreibändige Revolutionsgeschichte mit dem Obertitel Vom Kaiserreich zur Republik. Sie fand unter Zeitgenossen große Beachtung und gilt bis heute als die bedeutendste zeitgenössische Darstellung der Novemberrevolution aus linkssozialistischer Perspektive. Für die Darstellung konnte Müller auf von ihm selbst während der Revolution akribisch archivierte Dokumente zurückgreifen wie etwa die Protokolle des Vollzugsrats der Arbeiter- und Soldatenräte, die nur dank Müllers privater Archivartätigkeit überhaupt erhalten blieben, oder viele Flugblätter aus der Zeit der Revolution. Da aber Müllers Nachlass mit den meisten ursprünglichen Materialien verschollen ist, gelten die in seinen Büchern zahlreich veröffentlichten Dokumente noch immer als wichtige Quelle der geschichtswissenschaftlichen Auseinandersetzung mit der Revolution.
Nach der Veröffentlichung seiner Bücher war Richard Müller eine Zeitlang in der Linksgewerkschaft Deutscher Industrie-Verband (DIV) tätig, die eine revolutionäre Gewerkschaftsarbeit verwirklichen wollte und KPD wie SPD gleichermaßen kritisch gegenüberstand. Um 1929 verließ Müller den DIV, weiteres politisches Engagement ist nicht bekannt.

### Rückzug ins Private und Tätigkeit als Unternehmer
In seinen letzten Lebensjahren wirkte Müller als Geschäftsführer der Phöbus-Bau GmbH und erwarb sich ein Vermögen mit Immobiliengeschäften. Die Gesellschaft war ursprünglich als Verlagsgesellschaft zum Vertrieb seines dritten Buches gegründet worden, wurde jedoch schon bald in ein Bauunternehmen umgewandelt. Um 1930 besaß er so Immobilienbestände im Wert von 1,75 Millionen Reichsmark. Zur selben Zeit gerieten Müller und seine Gesellschaft wegen unlauterer Praktiken als Vermieter mehrfach in die Schlagzeilen. Sowohl in linken als auch rechten Zeitungen wurde darüber berichtet. Laut Informationen der KPD-Zeitung Rote Fahne wurde Müller wegen des Einzugs überhöhter Kautionen und illegaler Auskunftsgebühren gerichtlich verurteilt und musste die Gelder an seine Mieter zurückzahlen.
Anfang der 1930er Jahre scheint er seine Firma aufgegeben zu haben und zog ins Berliner Umland, wo er 1937 ein zweites Mal heiratete. Richard Müller starb am 11. Mai 1943 in Berlin.

## Bedeutung und Nachwirkung
Müllers Stellung zwischen Sozialdemokratie und Kommunismus stand lange Zeit einer breiteren Rezeption entgegen, während andere Akteure wie Karl Liebknecht oder Friedrich Ebert während des Kalten Krieges zu Symbolfiguren avancierten. Im Gedächtnis blieb Richard Müller vor allem durch seine drei Bände zur Revolutionsgeschichte. Die Bände spielten eine wichtige Rolle als Quelle der Geschichtsschreibung zur Geschichte der Novemberrevolution, die sich in den 1960er Jahren umorientierte: Weg von einer strikten Gegenüberstellung von Demokratie vs. „kommunistischer Einparteienstaat“ als den beiden möglichen Ergebnissen der Revolution und hin zu einer Betrachtungsweise, die die Kontingenz und Offenheit der revolutionären Vorgänge stärker betont. In diesem Zusammenhang galt Müllers Werk paradoxerweise gleichzeitig als „Standardwerk“ und „Geheimtipp“. Müllers Bände wurden in den 1960er und 1970er Jahren auch von der westdeutschen Studenten- und Gewerkschaftsbewegung stark rezipiert, zunächst in Form von Raubdrucken und 1974 auch durch eine Neuauflage.
Die Berichte von Müller wurden von Theodor Plievier in seinem Roman Der Kaiser ging, die Generäle blieben verwendet, in dem er auch Müller selbst in einer Szene bei der Erstürmung des Reichstags auftreten lässt. Ähnlich stark beeinflusst haben Richard Müllers Schriften auch die 1969 im Scherz-Verlag erschienene, bis heute erfolgreiche Darstellung Die verratene Revolution von Sebastian Haffner, in der dieser die gescheiterte Novemberrevolution unter anderem als Vorgeschichte des Nationalsozialismus interpretiert. Im Jahr 2011 erschien unter dem Titel Eine Geschichte der Novemberrevolution eine Neuausgabe, in der Müllers Geschichtswerke in einem Band zusammengefasst und mit wissenschaftlichem Apparat (historische Einleitung, Chronologie und Personenregister) versehen wurden.
Weniger bekannt, aber dennoch folgenreich ist das maßgeblich durch Müller und Däumig geprägte Konzept des Reinen Rätesystems, das die Forderungen der Streikwelle des Jahres 1919 prägte und auch später immer wieder von neomarxistischen und gewerkschaftlichen Kreisen diskutiert wurde. Ein weiterer Vertreter und Architekt dieses Modells war auch Karl Korsch, später einer der Gründerväter des Neomarxismus. Korsch war 1919 gemeinsam mit Müller als Autor für die Zeitschrift Der Arbeiter-Rat tätig, 1929 engagierte er sich gemeinsam mit Müller im DIV und schrieb für dessen Verbandszeitschrift.

## Schriften
- Was die Arbeiterräte wollen und sollen! Mit einem Vorwort von Ernst Däumig. Verlag „Der Arbeiter-Rat“, Berlin 1919.
- Das Rätesystem in Deutschland. In: Die Befreiung der Menschheit. Leipzig 1921; zlb.de – anarchismus.at
- Vom Kaiserreich zur Republik. 2 Bände. Wissenschaft und Gesellschaft Nr. 3, 4. Malik, Wien 1924, 1925. (Nachdruck: Olle & Wolter, Kritische Bibliothek der Arbeiterbewegung. Berlin 1974)
  - Band 1: Ein Beitrag zur Geschichte der revolutionären Arbeiterbewegung während des Weltkrieges.
  - Band 2: Die Novemberrevolution. Malik-Verlag, Wien 1924  Einbandgestaltung von John Heartfield.
- Der Bürgerkrieg in Deutschland. Geburtswehen der Republik. Phöbus-Verlag, Berlin 1925.

Neuausgaben der Bände Vom Kaiserreich zur Republik, Die Novemberrevolution, Der Bürgerkrieg in Deutschland:
- als Band 3, 4 und 5 der Kritischen Bibliothek der Arbeiterbewegung. Olle & Wolter, Berlin 1979.
- Eine Geschichte der Novemberrevolution. Herausgegeben von Ralf Hoffrogge, Jochen Gester und Rainer Knirsch. Verlag Die Buchmacherei, Berlin 2011, ISBN 978-3-00-035400-7 (17. Auflage: März 2020).